# Korpus (wojsko)

Znak taktyczny korpus wojskowy w systemie NATO

Korpus – pojęcie używane w siłach zbrojnych państw w kilku różnych kontekstach:
1. Wyższy związek taktyczny składający się z kilku dywizji lub brygad określonego rodzaju wojsk oraz związków taktycznych i oddziałów, przeznaczonych do zabezpieczenia działań całości jego sił; wchodzi zwykle w skład związku operacyjnego, niekiedy może działać samodzielnie. Rozróżnia się m.in. korpusy: polowe, armijne, piechoty, zmechanizowane (zmotoryzowane), kawalerii, pancerne, powietrznodesantowe, lotnicze (myśliwskie, szturmowe, bombowe, mieszane), obrony przeciwlotniczej, artylerii.
2. Zgrupowanie wojsk przeznaczone do zadań specjalistycznych np. Korpus ekspedycyjny, Korpus Interwencyjny, Korpus Terytorialny,
3. Wyspecjalizowana formacja uzbrojona – Korpus Ochrony Pogranicza, Korpus Bezpieczeństwa Wewnętrznego.
4. W XVII wieku główny i centralny element ugrupowania bojowego wojsk[1].
5. korpus żołnierzy w służbie wojskowej – ogół żołnierzy posiadających określony stopień; oficerów, podoficerów i szeregowych; dzieli się na:
  1. korpusy osobowe poszczególnych  rodzajów wojsk lub służb (np. korpus oficerów wojsk lądowych, korpus podoficerów logistyki, korpus szeregowych wojsk łączności), które z kolei dzielą się na grupy osobowe, a te ostatnie — na specjalności wojskowe.

## Historia
Prekursorem korpusów jako wyższych związków taktycznych były doraźnie organizowane większe zgrupowania, składające się z różnych rodzajów wojsk, przeznaczone do wykonania samodzielnych zadań bojowych. Korpusem tego typu były zgrupowania bojowe wojsk szwedzkich gen. Andersa Lennartssona w 1605 w Inflantach (zob. Wojna polsko-szwedzka 1600-1611) oraz korpusy rosyjskie wprowadzone w 1716 przez Piotra I Wielkiego.
W 1805 w armii francuskiej powstały korpusy piechoty i kawalerii jako jednostki organizacyjne o ustalonym stanie etatowym. W skład korpusu piechoty wchodziły 2–3, niekiedy do pięciu dywizji piechoty, 1–2 brygady lekkiej jazdy oraz inne jednostki. Podobnego typu korpusy powstały w 1809 w Austrii, w 1810 w Rosji i w 1813 w Prusach.
W 1812 w składzie Wielkiej Armii utworzono polski V Korpus pod dowództwem Józefa Poniatowskiego.
Francuzi jako prekursorzy rozwoju nowoczesnej dywizji w ciągu kilku lat zorganizowali wielką ich liczbę. Zdarzało się, że ich armie miewały nawet po kilkanaście tych jednostek. Pojawił się problem z dowodzeniem w trakcie przemieszczania całej armii. Armie maszerowały najczęściej po 2-3 równoległych drogach, a więc dywizje musiały maszerować po jednej drodze jedna za drugą. Aby cała armia nie straciła spoistości zdecydowano, że powoła się nowe dowództwo grupujące wszystkie dywizje maszerujące po jednej drodze, ale tak aby ostatnia z nich miała szansę wejść do bitwy jeszcze tego samego dnia. Stopniowo na zasadzie praktyki uznano, że powinny to być góra 4 dywizje. Dzięki temu dowódca armii musiał się zajmować zaledwie kilkoma korpusami zamiast kilkunastoma dywizjami. Struktura korpusu bardzo usprawniła szybkość przemieszczania się wielkich kilkusettysięcznych armii na duże odległości.

## Korpus współcześnie
W skład korpusu wchodzić może kilka dywizji lub brygad – również różnych narodowości. Jednostki korpusowe umożliwiają realizację zadań dowodzenia i wsparcia oraz zabezpieczenia logistycznego wojsk, pozwalają również na skupienie wysiłku na rzecz walczących związków taktycznych.
Przeznaczony jest do prowadzenia samodzielnych operacji na dużych obszarach, we współdziałaniu z lotnictwem taktycznym i siłami morskimi. Jest podstawowym szczeblem realizującym założenia operacji połączonych. Koordynuje działania związków taktycznych z uderzeniami rakietowymi i ogniem korpusowej artylerii oraz działaniami lotnictwa taktycznego. Korpus jest tym szczeblem dowodzenia, który przez koordynację przedsięwzięć na szczeblu taktycznym realizuje planowanie operacyjne.
Dowództwa korpusów mają obsadę narodową lub wielonarodową. Korpusy wielonarodowe, zgodnie z umowami międzynarodowymi, mają inne uprawnienia w czasie pokoju i w czasie wojny. Zadania pozostające w odpowiedzialności narodowej realizują polskie jednostki wchodzące w skład takich korpusów. Dowództwo korpusu współdziała ściśle z siłami powietrznymi. Współpracuje również z dowództwem okręgu wojskowego na którego obszarze rozmieszczone są lub działają jego wojska.